# ریچارد مورتنسن
ریچارد مورتنسن (۲۳ اکتبر ۱۹۱۰ – ۶ ژانویه ۱۹۹۳) نقاش دانمارکی بود.

## زندگی‌نامه
ریچارد استرنج مورتنسن در کپنهاگ دانمارک متولد شد. وی بین سال‌های ۱۹۳۱ و ۱۹۳۲ در آکادمی سلطنتی هنر دانمارک در کپنهاگ تحصیل کرد. او تحت تأثیر آثار واسیلی کاندینسکی، سبک هنر انتزاعی را توسعه داد. در کپنهاگ، مورتنسن بنیانگذار مشترک مکتب نقاشان انتزاعی «خطوط» بود.
در سال ۱۹۳۷، او یک سفری تحصیلی به پاریس کرد و در آنجا با پیشگامان سورئالیسم، مانند راجر ویتراک، گالا الوارد، میشل لیریس، آنتونین آرتو، ریموند کوئنو و آندره ماسون ملاقات کرد. در طول جنگ جهانی دوم، آثار مورتنسن منعکس کننده خشونت اروپا بود. پس از مرگ همسرش سونیا هاوبرگ، در سال ۱۹۴۷ به پاریس نقل مکان کرد و تا سال ۱۹۶۴ در آنجا ماند. مورتنسن به همراه رابرت یاکوبسن که به خاطر کارهای هنری بتونی معروف شده بود به گالری دنیس رنه در پاریس پیوست. کارهای بعدی او هنر کانکریت است که با سطوح بزرگ، شفاف و رنگ روشن مشخص می‌شود. وی پس از بازگشت به دانمارک در سال ۱۹۶۴، در آکادمی سلطنتی هنر دانمارک در کپنهاگ کرسی استادی دریافت کرد، که تا ۱۹۸۰ در این سمت بود.
به مورتنسن، جایزه ادوارد مونک (۱۹۴۶)، جایزه کاندینسکی (۱۹۵۰)، مدال شاهزاده اوژن (۱۹۶۷) و مدال توروالدسن (۱۹۶۸) اهدا شده‌است. در سال ۱۹۴۵، او با نویسنده و شاعر سونیا هاوبرگ (۱۹۱۸–۱۹۴۷) ازدواج کرد. آنها والدین محقق ادبی فین هاوبرگ مورتنسن (۱۹۴۶–۲۰۱۳) بودند. ریچارد مورتنسن در ای‌بی در شهرداری لیره درگذشت.